# Bromus rigidus
Bromus rigidus es una especie de planta herbácea perenne perteneciente a la familia de las gramíneas (Poaceae). Es originaria de la región mediterránea europea y se encuentra distribuida ampliamente en otras regiones del globo.

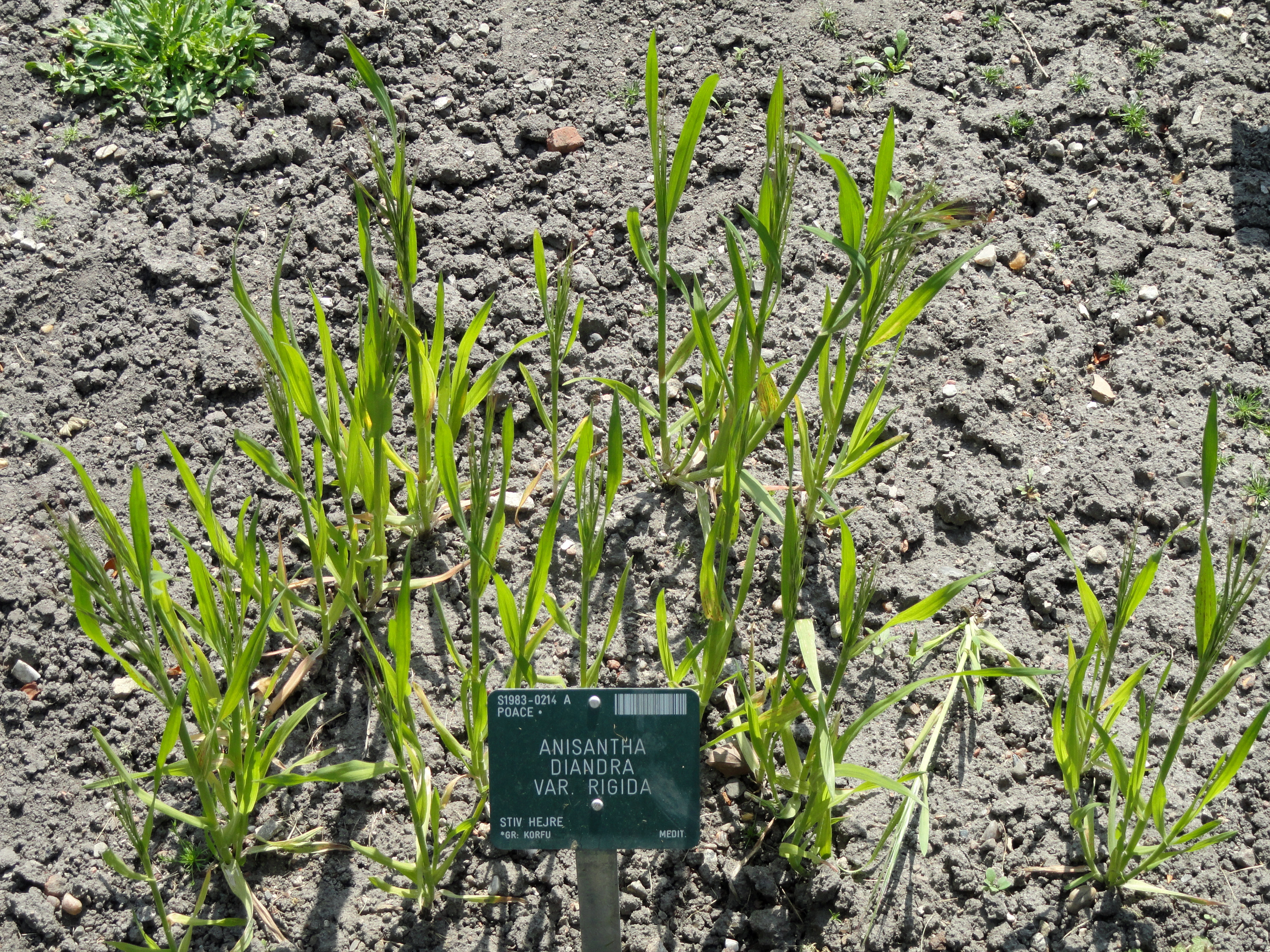
Vista de la planta

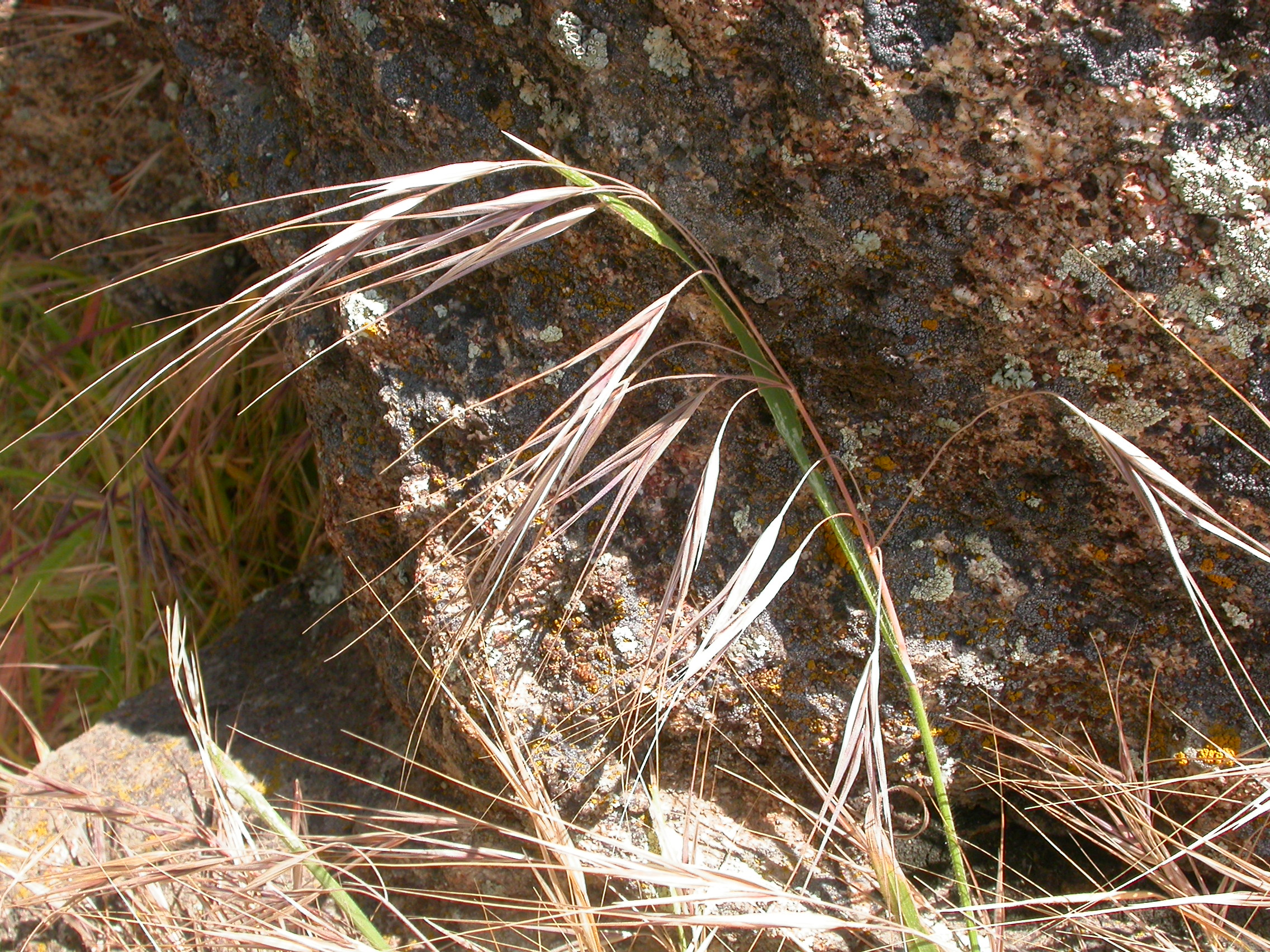
Espigas

## Descripción
Es una planta anual, que dentro del género se diferencia por su panícula normalmente densa, con espiguillas escábridas, que poseen las glumas inferiores uninervias y superiores trinervias. Las lemas miden 24-37 mm, tienen ápice bidentado y arista recta de 63-80 mm, inserta por debajo del ápice. El callo es agudo en el ápice y con cicatriz elíptica

## Distribución y hábitat
Bromus rigidus es nativa de la región mediterránea europea y  se encuentra distribuida ampliamente en otras regiones del globo. Nativa posible en las islas Canarias.

## Taxonomía
Bromus rigidus fue descrita por Albrecht Wilhelm Roth y publicado en Botanisches Magazin (Römer & Usteri) 4(10): 21. 1790.
Citología
Su número de cromosomas es de: 2 n = 48
Etimología
Bromus: nombre genérico que deriva del griego bromos = (avena), o de broma = (alimento).
rigidus: epíteto latino que se refiere al carácter rígido de las espiguillas.
Sinonimia
- Anisantha diandra subsp. rigida (Roth) Tzvelev
- Anisantha rigida (Roth) Hyl.
- Bromus diandrus Roth
- Bromus gussonii Parl.
- Bromus madritensis var. maximus (Desf.) St.-Amans
- Bromus maximus Desf.
- Bromus rubens var. rigidus (Roth) Mutel
- Bromus villosus Forssk.
- Forasaccus maximus (Desf.) Bubani
- Genea maxima (Desf.) Dumort.
- Genea rigida (Roth) Dumort.
- Zerna gussonei (Parl.) Grossh.
- Anisantha diandra var. rigida (Roth) Spalton
- Anisantha hispanica (Rivas Ponce) Holub
- Bromus ambigens Jord.
- Bromus asperipes Jord.
- Bromus boraei Jord.
- Bromus hispanicus Rivas Ponce
- Bromus indicus Steud.
- Bromus megalanthus Keng
- Bromus nitidus E.D.Clarke
- Bromus rubens Host
- Genea rigens (Roth) Dumort.[6][7]

## Nombre común
- Castellano: barba de macho, rompesacos, zaragüelles.[4]